# Émile de Kératry

Émile de Keratry

Graf Émile de Keratry (* 24. März 1832 in Paris; † 6. April 1904 in Paris) war ein französischer Polizeipräfekt und Politiker.

## Leben
Kératry war Sohn des Grafen Auguste Hilarion de Kératry. Er trat 1854 als Freiwilliger bei den Chasseurs d’Afrique ein, nahm am Krimkrieg teil, war von 1861 bis 65 in Mexiko Eskadronschef bei den Konterguerilleros des Obersten Dupin und Ordonnanzoffizier des Marschalls François-Achille Bazaine.
Er veröffentlichte, nachdem er den Abschied genommen und nach Frankreich zurückgekehrt war, in mehreren Zeitschriften, namentlich der von ihm geleiteten Revue moderne, heftige Anklagen gegen die mexikanische Politik Napoleons und dessen und Bazaines Verhalten dem Kaiser Maximilian gegenüber, die großes Aufsehen erregten und der Regierung höchst unangenehm waren.
1869 vom Département Finistère als Oppositionskandidat in den Gesetzgebenden Körper gewählt, machte er mehrere Gesetzvorschläge in militärischen Angelegenheiten und tat sich im Juli 1870 durch seinen Deutschenhass hervor.
Nach der Revolution vom 4. September 1870 wurde er Polizeipräfekt von Paris und trieb am 5. September die Deutschen aus, legte diese Stelle indes schon 12. Oktober wieder nieder, verließ mit einem Fesselballon die Hauptstadt und übernahm erst für die Regierung der nationalen Verteidigung eine Mission nach Madrid, dann den Befehl über das Lager von Conlie, welchen er jedoch wegen eines heftigen Streits mit Léon Gambetta Ende November 1870 wieder abgab.
Während der Herrschaft der Kommune unterdrückte er als Präfekt von Toulouse mit großer Energie die dortige insurrektionelle Bewegung und wurde im November 1871 nach Marseille versetzt, wo er indes sehr bald mit dem Munizipalrat der Stadt und dem Generalrat des Départements in heftigen Konflikt geriet.
Da das Ministerium diese Körperschaften nicht, wie er verlangte, auflöste, nahm er im August 1872 seine Entlassung.
Er schrieb:
- La contreguérilla française au Mexique (1867) books.google.de
- La créance Jecker (1867) books.google
- L'élévation et la chute de l'empereur Maximilien (1867) books.google

- Kaiser Maximilians Erhebung und Fall (1867) books.google

- Le dernier des Napoléon (1872) books.google

- Der letzte Napoleon (1872) books.google.de

- Le 4 septembre et le gouvernement de la défense nationale (1872);
- L'armée de Bretagne 1870-71 (1874);
- Mourad V, prince, sultan, prisonnier d'État 1840-78 (1878)

Bühnenstücke:
- La guerre des blasons (1860) books.google
- La vie de club (1862)

Dieser Artikel basiert auf einem gemeinfreien Text aus Meyers Konversations-Lexikon, 4. Auflage von 1888 bis 1890.

## Ergänzung zum Lexikon-Eintrag
Am Sturz des Kaisers Napoleon III. war Kératry führend beteiligt:
Auf sein und des Abgeordneten Ernest Dréolle gemeinsames Drängen hin berief der Präsident Eugène Schneider den gesetzgebenden Körper (Corps législatif) zu einer Nachtsitzung am 4. September 1870, 0:00 Uhr, auf der dann als einziger Tagesordnungspunkt der Antrag Jules Favres und weiterer 26 Abgeordneter eingebracht wurde, Napoleon samt Familie abzusetzen. Auf der nur 20 Minuten dauernden Nachtsitzung wurde beschlossen, über den Antrag auf der folgenden Tagessitzung ab 13:00 Uhr endgültig zu entscheiden.
Während einer Unterbrechung der Plenarsitzung zwecks gemeinsamer Ausschussberatung von insgesamt drei Anträgen (darunter der Absetzungsantrag) zwischen 13.40 Uhr und 14.30 Uhr sorgte Kératry zusammen mit den Abgeordneten Alexandre Glais-Bizoin, François-Frédéric Steenackers, Jules Ferry und anderen für die Überschwemmung des Sitzungssaales mit pro-republikanischen Demonstranten.